# Campeonato da Europa de Atletismo de 2022 - Maratona masculina
A prova da maratona masculina do Campeonato da Europa de Atletismo de 2022 foi disputada no dia  15 de agosto de 2022 pelas ruas  de Munique, com chegada no Estádio Olímpico de Munique.

## Recordes
Antes desta competição, os recordes mundiais e do campeonato nesta prova eram os seguintes:
|                       | Nome           | Nacionalidade | Tempo      | Local    | Data                   |
| --------------------- | -------------- | ------------- | ---------- | -------- | ---------------------- |
| Recorde mundial       | Eliud Kipchoge | Quênia        | 2h 01m 39s | Berlim   | 16 de setembro de 2018 |
| Recorde europeu       | Bashir Abdi    | Bélgica       | 2h 03m 36s | Roterdão | 24 de outubro de 2021  |
| Recorde do campeonato | Koen Naert     | Bélgica       | 2h 09m 51s | Berlim   | 12 de agosto de 2018   |

## Medalhistas
| Ouro                 | Prata             | Bronze             |
| Richard Ringer (GER) | Maru Teferi (ISR) | Gashau Ayale (ISR) |

## Cronograma
Todos os horários são locais (UTC+2).
| Data         | Hora  | Evento |
| ------------ | ----- | ------ |
| 15 de agosto | 11:30 | Final  |

## Resultado final
A chegada ocorreu no dia 15 de agosto às 11:30 no Estádio Olímpico de Munique.
| Posição           | Atleta                   | Nacionalidade      | Tempo   | Notas                |
| ----------------- | ------------------------ | ------------------ | ------- | -------------------- |
| Medalha de ouro   | Richard Ringer           | Alemanha           | 2:10:21 | Recorde da temporada |
| Medalha de prata  | Marhu Teferi             | Israel             | 2:10:23 |                      |
| Medalha de bronze | Gashau Ayale             | Israel             | 2:10:29 | Recorde da temporada |
| 4                 | Amanal Petros            | Alemanha           | 2:10:39 | Recorde da temporada |
| 5                 | Nicolas Navarro          | França             | 2:10:41 |                      |
| 6                 | Ayad Lamdassem           | Espanha            | 2:10:52 |                      |
| 7                 | Yimer Getahun            | Israel             | 2:10:56 | Recorde da temporada |
| 8                 | Koen Naert               | Bélgica            | 2:11:28 | Recorde da temporada |
| 9                 | Girmaw Amare             | Israel             | 2:11:32 |                      |
| 10                | Michael Gras             | França             | 2:12:39 |                      |
| 11                | Tiidrek Nurme            | Estónia            | 2:12:46 |                      |
| 12                | Jorge Blanco             | Espanha            | 2:13:18 | Recorde da temporada |
| 13                | Daniele Meucci           | Itália             | 2:14:22 |                      |
| 14                | Daniel Mateo             | Espanha            | 2:14:34 |                      |
| 15                | Yago Rojo                | Espanha            | 2:14:41 | Recorde da temporada |
| 16                | Johannes Motschmann      | Alemanha           | 2:14:52 | Recorde da temporada |
| 17                | Philip Sesemann          | Reino Unido        | 2:15:17 | Recorde da temporada |
| 18                | Adam Nowicki             | Polónia            | 2:15:21 | Recorde da temporada |
| 19                | Iliass Aouani            | Itália             | 2:15:34 |                      |
| 20                | Rui Pinto                | Portugal           | 2:15:43 |                      |
| 21                | Benjamin Choquert        | França             | 2:15:48 |                      |
| 22                | René Cunéaz              | Itália             | 2:15:55 |                      |
| 23                | Adrian Lehmann           | Suíça              | 2:15:57 | Recorde da temporada |
| 24                | Hendrik Pfeiffer         | Alemanha           | 2:16:04 |                      |
| 25                | Konstantin Wedel         | Alemanha           | 2:16:09 |                      |
| 26                | Omer Ramon               | Israel             | 2:16:35 |                      |
| 27                | Abdi Hakin Ulad          | Dinamarca          | 2:16:41 |                      |
| 28                | Jonas Leandersson        | Suécia             | 2:16:54 |                      |
| 29                | Linus Rosdal             | Suécia             | 2:17:09 | Recorde da temporada |
| 30                | Mohamud Aadan            | Reino Unido        | 2:17:34 |                      |
| 31                | Archie Casteel           | Suécia             | 2:17:44 |                      |
| 32                | Kaur Kivistik            | Estónia            | 2:17:51 |                      |
| 33                | Stefano La Rosa          | Itália             | 2:17:57 |                      |
| 34                | Fábio Oliveira           | Portugal           | 2:18:02 |                      |
| 35                | Andrew Davies            | Reino Unido        | 2:18:23 |                      |
| 36                | Gáspár Csere             | Hungria            | 2:18:35 | Recorde da temporada |
| 37                | Patrik Wägeli            | Suíça              | 2:18:46 | Recorde da temporada |
| 38                | Ilie Corneschi           | Roménia            | 2:18:59 |                      |
| 39                | Weldu Negash Gebretsadik | Noruega            | 2:18:59 |                      |
| 40                | Tom Hendrikse            | Países Baixos      | 2:19:21 | Recorde da temporada |
| 41                | Roman Fosti              | Estónia            | 2:19:34 | Recorde da temporada |
| 42                | Ronald Schröer           | Países Baixos      | 2:19:40 |                      |
| 43                | Abdelaziz Merzougui      | Espanha            | 2:19:47 | Recorde da temporada |
| 44                | Andrew Heyes             | Reino Unido        | 2:19:47 |                      |
| 45                | Mustafa Mohamed          | Suécia             | 2:19:52 | Recorde da temporada |
| 46                | Andreas Lommer           | Dinamarca          | 2:20:34 |                      |
| 47                | Maxim Răileanu           | Moldávia           | 2:21:01 |                      |
| 48                | Luís Saraiva             | Portugal           | 2:21:23 |                      |
| 49                | Arkadiusz Gardzielewski  | Polónia            | 2:21:34 |                      |
| 50                | Simon Boch               | Alemanha           | 2:21:39 | Recorde da temporada |
| 51                | Kamil Karbowiak          | Polónia            | 2:21:48 | Recorde da temporada |
| 52                | Florian Carvalho         | França             | 2:21:51 |                      |
| 53                | Vitaliy Shafar           | Ucrânia            | 2:22:24 |                      |
| 54                | Ebba Tulu Chala          | Suécia             | 2:23:04 |                      |
| 55                | Hermano Ferreira         | Portugal           | 2:24:21 |                      |
| 56                | Ivan Siuris              | Moldávia           | 2:25:17 |                      |
| 57                | Ignas Brasevičius        | Lituânia           | 2:25:25 |                      |
| 58                | Hugh Armstrong           | Irlanda            | 2:25:27 |                      |
| 59                | Ihor Heletiy             | Ucrânia            | 2:26:33 | Recorde da temporada |
| 60                | Martin Olesen            | Dinamarca          | 2:28:04 |                      |
| 61                | Primož Kobe              | Eslovênia          | 2:29:23 |                      |
| 62                | Rune Bækgaard            | Dinamarca          | 2:31:37 |                      |
| 63                | Julien Lyon              | Suíça              | DNF     | DNF                  |
| 63                | Ömer Alkanoğlu           | Turquia            | DNF     | DNF                  |
| 63                | Soufiane Bouchikhi       | Bélgica            | DNF     | DNF                  |
| 63                | Jiří Homoláč             | Chéquia            | DNF     | DNF                  |
| 63                | Bukayawe Malede          | Israel             | DNF     | DNF                  |
| 63                | Emmanuel Roudolff        | França             | DNF     | DNF                  |
| 63                | Polat Kemboi Arıkan      | Turquia            | DNF     | DNF                  |
| 63                | Luke Caldwell            | Reino Unido        | DNF     | DNF                  |
| 63                | Daniele D'Onofrio        | Itália             | DNF     | DNF                  |
| 63                | Tachlowini Gabriyesos    | Atleta Refugiado   | DNF     | DNF                  |
| 63                | Arttu Vattulainen        | Finlândia          | DNF     | DNF                  |
| 63                | Dario Ivanovski          | Macedônia do Norte | DNF     | DNF                  |
| 63                | Remigijus Kančys         | Lituânia           | DNF     | DNF                  |
| 63                | Nicolaï Saké             | Bélgica            | DNF     | DNF                  |
| 63                | Kamil Jastrzębski        | Polónia            | DNF     | DNF                  |
| 63                | Yohan Durand             | França             | DNF     | DNF                  |
| 63                | Tsegay Tesfamariam       | Suécia             | DNF     | DNF                  |

Legenda
| Recorde mundial       | Recorde mundial (World record)               |                       | Recorde africano                      | Recorde africano (African) |                                           | Q | Classificado por posição (Qualified) |
| Recorde do campeonato | Recorde do campeonato (Championship record)  | Recorde da América    | Recorde da América (Americas)         | q                          | Classificado por melhor tempo (Qualified) |   |                                      |
| Melhor marca do ano   | Melhor marca do ano (World leading)          | Recorde asiático      | Recorde asiático (Asian)              | DNS                        | Não largou (Did not start)                |   |                                      |
| Recorde nacional      | Recorde nacional (National record)           | Recorde europeu       | Recorde europeu (European)            | DNF                        | Não terminou (Did not finish)             |   |                                      |
| Recorde pessoal       | Recorde pessoal do atleta (Personal best)    | Recorde da Oceania    | Recorde da Oceania (Oceania)          | DSQ / DQ                   | Desclassificado (Disqualified)            |   |                                      |
| Recorde da temporada  | Recorde da temporada do atleta (Season best) | Recorde sul-americano | Recorde sul-americano (South America) | NM                         | Sem marca (No mark)                       |   |                                      |